# Nathan Wang
Pour les articles homonymes, voir Wang (patronyme).
Nathan T. Wang, né le 8 août 1956, est un compositeur américain.

## Filmographie

### Cinéma
- 1988 : Un hôtel fou, fou, fou ! (Screwball Hotel)
- 1992 : Spellcaster (en)
- 1993 : The Kiss
- 1994 : Natural Causes (en)
- 1994 : Black Belt Angels (en)
- 1995 : Jackie Chan dans le Bronx (Hong faan kui)
- 1996 : Bruno the Kid: The Animated Movie (vidéo)
- 1996 : Siegfried & Roy: Masters of the Impossible (vidéo)
- 1996 : Contre-attaque (Jing cha gu shi IV: Jian dan ren wu)
- 1997 : The Lost Children of Berlin
- 1997 : The Magic Pearl
- 1998 : Qui suis-je ? (Who Am I? ; Ngo si seoi)
- 1998 : Moses: Egypt's Great Prince (vidéo)
- 1998 : The Secret of Mulan (vidéo)
- 1998 : The Water Ghost
- 1999 : Clowns
- 1999 : Gen-X Cops (Dak ging san yan lui)
- 1999 : Cyclone (Storm)
- 2000 : Rock, Paper, Scissors
- 2000 : China Strike Force (Leui ting jin ging)
- 2001 : Brightness
- 2001 : Forbidden City
- 2001 : Shoot!
- 2002 : Vacuums
- 2002 : The Black Magic
- 2002 : Price for Peace
- 2003 : Viens voir papa ! (Who's Your Daddy?) (vidéo)
- 2003 : Red Trousers: The Life of the Hong Kong Stuntmen
- 2003 : Charlie's War
- 2004 : Voices from the List (vidéo)
- 2005 : The Myth (San wa)
- 2005 : Come as You Are
- 2005 : One Six Right (en)
- 2005 : A Really Big Problem
- 2005 : Enter the Dragonfly
- 2005 : Tom et Jerry : La Course de l'année (Tom and Jerry: The Fast and the Furry) (vidéo)
- 2006 : She's the Man
- 2006 : The World According to Sesame Street (en)
- 2010 : How to Make Love to a Woman
- 2014 : Breakup Buddies de Ning Hao
- 2019 : Chaud devant ! (Playing with Fire) d'Andy Fickman
- 2020 : Vanguard

### Télévision
- 1988 : China Beach (série télévisée)
- 1989 : Encyclopedia Brown (série télévisée)
- 1992 : Bill & Ted's Excellent Adventure (série télévisée)
- 1992 : Eek le chat (Eek! The Cat) (série télévisée)
- 1993 : Shnookums and Meat Funny Cartoon Show (série télévisée)
- 1995 : Les Histoires farfelues de Félix le Chat (The Twisted Adventures of Felix the Cat) (série télévisée)
- 1996 : Bruno the Kid (série télévisée)
- 1998 : Toonsylvania (série télévisée)
- 1998 : Fat Dog Mendoza (série télévisée)
- 1999 : Sabrina the Animated Series (série télévisée)
- 2000 : Grandma Got Run Over by a Reindeer (TV)
- 2000 : Lydia DeLucca (That's Life) (série télévisée)
- 2002 : American Family (série télévisée)
- 2002 : A Salute to Robert Altman, an American Maverick (TV)
- 2003 : Burma Bridge Busters (TV)
- 2004 : The Four Chaplains: Sacrifice at Sea (TV)
- 2006 : Ten Days That Unexpectedly Changed America: Massacre at Mystic (TV)
- 2006 : Wendy Wu: Homecoming Warrior (TV)
- 2011 : Un admirateur secret (A Crush on You) (TV)
- 2012 : Trois oncles et une fée (Christmas with Holly) (TV)